# Gul navelkantlav
Gul navelkantlav (Rhizoplaca subdiscrepans) är en lavart som först beskrevs av William Nylander och som fick sitt nu gällande namn av Rolf Santesson. 
Gul navelkantlav ingår i släktet Rhizoplaca och familjen Lecanoraceae. Arten är reproducerande i Sverige. Inga underarter finns listade i Catalogue of Life.